# 东风西沙水库
东风西沙水库，位于上海市长江口南支上段的北侧、崇明岛的西南部。东风西沙水库是上海市四大水源地之一。2014年1月17日，东风西沙水库正式实现了通水，结束了崇明岛岛内水厂从内河取水的历史。

## 规模
东风西沙水库处于东风西沙和崇明岛之间的夹泓地带，是继青草沙之后的第二个长江口江心蓄淡避咸型水库。有效库容890.2万方，总库容976.2万方，最高蓄水位5.65m。工程设计近期供水规模为21.5万立方米/日，远期供水规模为40万立方米/日。

## 供水范围
东风西沙水库向崇西水厂、城桥水厂、堡镇水厂和陈家镇水厂提供原水，服务范围是崇明区崇明岛全岛。